# Yassine Benzia
Yassine Benzia, né le 8 septembre 1994 à Saint-Aubin-lès-Elbeuf (Seine-Maritime, France), est un footballeur international algérien, qui évolue au poste de milieu de terrain au Al-Fayha FC.
Il commence sa carrière au poste d'attaquant dans les équipes jeune de l'Olympique lyonnais mais redescend d'un cran lors de sa deuxième saison professionnelle où il joue en soutien de l'attaquant ou en milieu offensif. 
Après son transfert au Lille OSC qu'il s'installe comme milieu de terrain toujours à vocation offensive mais plus au cœur du jeu. Après deux prêts au Fenerbahçe SK et l' Olympiakós Le Pirée, il rejoint le Dijon FCO puis le Qarabağ FK.

## Biographie

### Jeunesse et formation
Yassine Benzia naît le 8 septembre 1994 à Saint-Aubin-lès-Elbeuf. Il commence le football à l'âge de 6 ans à Saint-Aubin-lès-Elbeuf dans le club de St Aubin FC. Avant d'arriver dans le centre de formation de l'Olympique lyonnais, il est passé par le St Aubin FC, par le CMS Oissel, par le RC Caudebecais et par l'US Quevilly.
Il a été repéré par le responsable du recrutement de l'Olympique lyonnais, Gérard Bonneau, qui a trouvé en lui des qualités d'intelligence dans le jeu, dans les déplacements, les appels de balle et son adresse devant le but des pieds comme de la tête. Il dit même qu'il est assez complet pour un attaquant. Le 1er juillet 2010, il rejoint donc le centre de formation de l'Olympique lyonnais, en provenance de l'US Quevilly et prend Djibril Niang comme agent de joueur.
Avec le centre de formation de l'Olympique lyonnais, il marque 38 buts. Il est le meilleur buteur de l'histoire de l'équipe de Lyon des moins de 17 ans avec 36 réalisations. Grâce à sa performance lors de la coupe du monde des moins de 17 ans en 2011, il est convoité par Liverpool, par le Milan AC, par la Juve et par le Genoa. Il signe finalement, le 27 octobre 2011, son premier contrat professionnel en faveur de l'Olympique lyonnais, pour une durée de trois ans,. Lors de la saison 2011-2012, en CFA avec l'équipe réserve de l'Olympique lyonnais, il inscrit six buts en douze matchs.

### Olympique lyonnais (2012-2015)
Yassine Benzia fait ses débuts professionnels le 20 mai 2012 lors de la 38e journée de la Ligue 1 face à l'OGC Nice (4-3) en entrant à la 87e minute de jeu.
Il participe ensuite à la préparation de l'Olympique lyonnais pour la saison 2012-2013. Le 28 juillet 2012, il remporte le Trophée des champions en faisant forte impression pour son jeune âge (17 ans) face au Montpellier HSC. Il transforme son penalty lors de la séance de tirs au but,.
Lors de ce match, il est victime d'une vilaine faute de la part de Marco Estrada qui sera par la suite suspendu deux matchs par la commission de discipline. Grâce au ménage des cadres fait par le président, Jean-Michel Aulas, Yassine Benzia fait partie des jeunes joueurs sur lesquels le club compte pour la saison 2012-2013.
Le 11 août 2012, lors de la première journée de la Ligue 1 contre le Stade rennais, il entre à la 83e minute de jeu en remplaçant Jimmy Briand. Lors de ce match il reçoit un carton jaune à la 93e minute de jeu pour tirage de maillot sur Kévin Théophile-Catherine.
Le 22 novembre 2012, lors de la cinquième journée de Ligue Europa face au AC Sparta Prague, il inscrit son premier but en pro et permet à l'OL de ramener le point du match nul (1-1) qui assure la première place du groupe I. Lors du match de Ligue Europa suivant (face à Kiryat Shmona), il inscrit également un but.
Durant la saison 2012-2013, il effectue une dizaine d'apparitions avec les professionnels dont une titularisation contre le PSG à Gerland. Le 16 août 2013, Yassine Benzia inscrit son premier but en Ligue 1 lors de la deuxième journée contre le FC Sochaux-Montbéliard, pour une victoire de l'Olympique lyonnais trois buts à un.

### Lille OSC (2015-2020)
Le 31 août 2015, Yassine Benzia est transféré au Lille OSC pour quatre ans. Il inscrit son premier but lors de la 14e journée contre Troyes. Il marque son deuxième but avec le LOSC contre l'AS Saint-Etienne à l'occasion de la 16e journée (victoire 1-0). Lors de la journée suivante, il signe son premier doublé en Ligue 1 contre Stade Malherbe de Caen et permet à son équipe de remporter le match 2-1.
Entre-temps, il changera de poste sous la houlette de Frédéric Antonetti. Il sera reconverti en milieu de terrain grâce à ces bonnes qualités techniques et quittera son poste d’avant centre.
Le 28 janvier 2017, il inscrit un doublé sur la pelouse de son ancien club, l'Olympique lyonnais, permettant au LOSC de gagner deux buts à un.
Pour la saison 2017-2018 il prend le numéro 10 où il deviendra le capitaine de l’équipe lilloise et un cadre du vestiaire lillois.

### Dijon FCO (2020-2023)
Le 30 janvier 2020, l'attaquant algérien signe un contrat de trois ans et demi en faveur du Dijon FCO.
En mai 2020, il est victime d'un accident de buggy et doit subir plusieurs opérations pour retrouver l'usage de sa main gauche, ce qui le rend indisponible jusqu'à 2021.
Il inscrit son premier but avec Dijon le 18 avril 2021, face à l'OGC Nice, sur penalty (score final 2-0).

#### Prêt à Hatayspor (2022)
Il est prêté sans option d'achat au club de Hatayspor le 8 février 2022, dernier jour du mercato hivernal turc. Il y dispute 12 rencontres de championnat, en débutant deux, inscrivant deux buts et délivrant une passe décisive. Hatayspor conclut le championnat à la 12e position.

### En sélection nationale
Avec l'équipe de France des moins de 16 ans, il participe en 2010 à trois matchs amicaux dans lesquels il n'inscrit aucun but.
Il participe à la Coupe du monde des moins de 17 ans en 2011, lors de laquelle il mène l'équipe de France jusqu'en quart de finale grâce à ses cinq réalisations.
Il est l'une des grandes révélations de la Coupe du monde des moins de 17 ans en 2011 avec Souleymane Coulibaly (meilleur buteur) et Julio Gómez (meilleur joueur).
Yassine Benzia remporte le soulier de bronze à la fin de la compétition ex æquo avec les Brésiliens Adryan et Ademilson.
Avec l'équipe de France des moins de 18 ans, il participe en 2012 à neuf matchs amicaux dans lesquels il inscrit neuf buts et réalise une passe décisive.
Le 24 février 2016, la Fédération algérienne de football annonce que Benzia a choisi de jouer pour l'équipe d'Algérie. Le 7 mars 2016, la FIFA annonce la qualification du joueur avec les Fennecs. Lors d'une conférence de presse, il indiquera qu'il a fait « le choix du cœur ».
Il honore sa première sélection avec l'équipe nationale d'Algérie le 25 mars 2016 face à l'Éthiopie, dans le cadre des qualifications de la coupe d'Afrique des nations 2017.
Il marque son premier but le 2 juin 2016 face aux Seychelles pendant les matchs de qualification de la coupe d'Afrique.

## Vie privée
Yassine Benzia est issue d'une famille originaire d'Oran en Algérie. Il est le frère du joueur Farid Benzia, qui évolue actuellement à AS Lyon-Duchère. Son autre frère Mustapha Benzia joue au FC Rouen 1899
Son joueur modèle est Karim Benzema.
Le 9 août 2012, il fait une séance photo avec Adidas Scouting Camp pour la promotion 2012.  
Yassine Benzia subit une grave blessure à la main en mai 2020 à la suite d'un accident de buggy. La blessure était suffisamment grave pour nécessiter une intervention chirurgicale et a suscité des inquiétudes quant à la fonctionnalité à long terme de sa main. Malgré la gravité de l'accident, Benzia a pu reprendre l'entraînement avec Dijon FCO six mois plus tard, bien que sa main blessée soit encore fortement bandée. Cette blessure aurait pu mettre fin à sa carrière mais il a réussi à continuer sa carrière de footballeur professionnel.

## Statistiques

### En club
| Saison                | Club                       | Championnat           | Championnat | Championnat | Championnat | Coupe(s) nationale(s) | Coupe(s) nationale(s) | Coupe(s) nationale(s) | Supercoupe | Supercoupe | Supercoupe | Compétition(s) continentale(s) | Compétition(s) continentale(s) | Compétition(s) continentale(s) | Compétition(s) continentale(s) | Total | Total | Total |
| Saison                | Club                       | Division              | M.          | B.          | P.d.        | M.                    | B.                    | P.d.                  | M.         | B.         | P.d.       | Comp.                          | M.                             | B.                             | P.d.                           | M.    | B.    | P.d.  |
| 2011-2012             | Olympique Lyonnais rés.    | CFA                   | 12          | 6           | 0           | -                     | -                     | -                     | -          | -          | -          | -                              | -                              | -                              | -                              | 12    | 6     | 0     |
| 2012-2013             | Olympique Lyonnais rés.    | CFA                   | 8           | 5           | 0           | -                     | -                     | -                     | -          | -          | -          | -                              | -                              | -                              | -                              | 8     | 5     | 0     |
| 2013-2014             | Olympique Lyonnais rés.    | CFA                   | 10          | 5           | 0           | -                     | -                     | -                     | -          | -          | -          | -                              | -                              | -                              | -                              | 10    | 5     | 0     |
| 2014-2015             | Olympique Lyonnais rés.    | CFA                   | 8           | 3           | 0           | -                     | -                     | -                     | -          | -          | -          | -                              | -                              | -                              | -                              | 8     | 3     | 0     |
| Sous-total            | Sous-total                 | Sous-total            | 38          | 19          | 0           | -                     | -                     | -                     | -          | -          | -          | -                              | -                              | -                              | -                              | 38    | 19    | 0     |
| 2011-2012             | Olympique Lyonnais         | Ligue 1               | 1           | 0           | 0           | -                     | -                     | -                     | -          | -          | -          | -                              | -                              | -                              | -                              | 1     | 0     | 0     |
| 2012-2013             | Olympique Lyonnais         | Ligue 1               | 16          | 0           | 1           | -                     | -                     | -                     | 1          | 0          | 0          | C3                             | 3                              | 2                              | 0                              | 20    | 2     | 1     |
| 2013-2014             | Olympique Lyonnais         | Ligue 1               | 11          | 2           | 2           | 3                     | 0                     | 0                     | -          | -          | -          | C1+C3                          | 3+2                            | 0                              | 0                              | 19    | 2     | 2     |
| 2014-2015             | Olympique Lyonnais         | Ligue 1               | 10          | 2           | 0           | 1                     | 0                     | 0                     | -          | -          | -          | C3                             | 2                              | 0                              | 0                              | 13    | 2     | 0     |
| 2015-2016             | Olympique Lyonnais         | Ligue 1               | -           | -           | -           | -                     | -                     | -                     | 1          | 0          | 0          | -                              | -                              | -                              | -                              | 1     | 0     | 0     |
| Sous-total            | Sous-total                 | Sous-total            | 38          | 4           | 3           | 4                     | 0                     | 0                     | 2          | 0          | 0          | -                              | 10                             | 2                              | 0                              | 54    | 6     | 3     |
| 2015-2016             | LOSC Lille                 | Ligue 1               | 25          | 5           | 0           | 4                     | 1                     | 0                     | -          | -          | -          | -                              | -                              | -                              | -                              | 29    | 6     | 0     |
| 2016-2017             | LOSC Lille                 | Ligue 1               | 25          | 3           | 3           | 2                     | 0                     | 0                     | -          | -          | -          | C3                             | 2                              | 0                              | 0                              | 29    | 3     | 3     |
| 2017-2018             | LOSC Lille                 | Ligue 1               | 31          | 1           | 5           | 2                     | 1                     | 0                     | -          | -          | -          | -                              | -                              | -                              | -                              | 33    | 2     | 5     |
| 2018-2019             | LOSC Lille                 | Ligue 1               | 2           | 0           | 1           | -                     | -                     | -                     | -          | -          | -          | -                              | -                              | -                              | -                              | 2     | 0     | 1     |
| Sous-total            | Sous-total                 | Sous-total            | 83          | 9           | 9           | 8                     | 2                     | 0                     | -          | -          | -          | -                              | 2                              | 0                              | 0                              | 93    | 11    | 9     |
| 2018-2019             | Fenerbahçe SK (prêt)       | Süper Lig             | 13          | 0           | 1           | 4                     | 0                     | 0                     | -          | -          | -          | C3                             | 3                              | 0                              | 0                              | 20    | 0     | 1     |
| 2019-2020             | Olympiakos Le Pirée (prêt) | Super League          | 5           | 0           | 0           | 1                     | 0                     | 0                     | -          | -          | -          | C1                             | 3                              | 0                              | 0                              | 9     | 0     | 0     |
| 2019-2020             | Dijon FCO                  | Ligue 1               | 3           | 0           | 0           | 1                     | 0                     | 0                     | -          | -          | -          | -                              | -                              | -                              | -                              | 4     | 0     | 0     |
| 2020-2021             | Dijon FCO                  | Ligue 1               | 7           | 2           | 0           | -                     | -                     | -                     | -          | -          | -          | -                              | -                              | -                              | -                              | 7     | 2     | 0     |
| 2021-2022             | Dijon FCO                  | Ligue 2               | 17          | 4           | 2           | 1                     | 0                     | 0                     | -          | -          | -          | -                              | -                              | -                              | -                              | 18    | 4     | 2     |
| Sous-total            | Sous-total                 | Sous-total            | 27          | 6           | 2           | 2                     | 0                     | 0                     | -          | -          | -          | -                              | -                              | -                              | -                              | 29    | 6     | 2     |
| 2021-2022             | Hatayspor (prêt)           | Süper Lig             | 12          | 2           | 1           | -                     | -                     | -                     | -          | -          | -          | -                              | -                              | -                              | -                              | 12    | 2     | 1     |
| 2022-2023             | Qarabağ FK                 | Premyer Liqası        | 3           | 0           | 0           | -                     | -                     | -                     | -          | -          | -          | C4                             | 2                              | 0                              | 0                              | 5     | 0     | 0     |
| 2023-2024             | Qarabağ FK                 | Premyer Liqası        | 27          | 12          | 9           | 4                     | 0                     | 1                     | -          | -          | -          | C1+C3                          | 4+14                           | 1+3                            | 0+2                            | 49    | 16    | 12    |
| 2024-2025             | Qarabağ FK                 | Premyer Liqası        | 32          | 7           | 6           | 5                     | 2                     | 1                     | -          | -          | -          | C1+C3                          | 6+7                            | 3+0                            | 2+1                            | 50    | 12    | 10    |
| Sous-total            | Sous-total                 | Sous-total            | 62          | 19          | 15          | 9                     | 2                     | 2                     | -          | -          | -          | -                              | 33                             | 7                              | 5                              | 104   | 28    | 22    |
| 2025-2026             | Al-Fayha FC                | Saudi Pro League      | -           | -           | -           | -                     | -                     | -                     | -          | -          | -          | -                              | -                              | -                              | -                              | 0     | 0     | 0     |
| Total sur la carrière | Total sur la carrière      | Total sur la carrière | 278         | 59          | 32          | 28                    | 4                     | 2                     | 2          | 0          | 0          | -                              | 51                             | 9                              | 5                              | 359   | 72    | 39    |

### En sélection nationale
| Saison                | Sélection             | Phases finales        | Phases finales | Phases finales | Phases finales | Éliminatoires CDM | Éliminatoires CDM | Éliminatoires CDM | Éliminatoires CAN | Éliminatoires CAN | Éliminatoires CAN | Matchs amicaux | Matchs amicaux | Matchs amicaux | Total | Total | Total |
| Saison                | Sélection             | Compétition           | M              | B              | Pd             | M                 | B                 | Pd                | M                 | B                 | Pd                | M              | B              | Pd             | M     | B     | Pd    |
| --------------------- | --------------------- | --------------------- | -------------- | -------------- | -------------- | ----------------- | ----------------- | ----------------- | ----------------- | ----------------- | ----------------- | -------------- | -------------- | -------------- | ----- | ----- | ----- |
| 2015-2016             | Algérie               | -                     | -              | -              | -              | -                 | -                 | -                 | 2                 | 1                 | 0                 | -              | -              | -              | 2     | 1     | 0     |
| 2016-2017             | Algérie               | -                     | -              | -              | -              | 0                 | 0                 | 0                 | -                 | -                 | -                 | -              | -              | -              | 0     | 0     | 0     |
| 2018-2019             | Algérie               | -                     | -              | -              | -              | -                 | -                 | -                 | 2                 | 0                 | 1                 | -              | -              | -              | 2     | 0     | 1     |
| 2023-2024             | Algérie               | -                     | -              | -              | -              | 2                 | 0                 | 0                 | -                 | -                 | -                 | 2              | 3              | 1              | 4     | 3     | 1     |
| 2024-2025             | Algérie               | -                     | -              | -              | -              | 1                 | 0                 | 0                 | 5                 | 0                 | 0                 | 1              | 1              | 1              | 7     | 1     | 1     |
| Total sur la carrière | Total sur la carrière | Total sur la carrière | -              | -              | -              | 3                 | 0                 | 0                 | 9                 | 1                 | 1                 | 3              | 4              | 2              | 15    | 5     | 3     |

### Matches internationaux
Le tableau suivant liste les rencontres de l'équipe d'Algérie dans lesquelles Yassine Benzia a été sélectionné depuis le 25 mars 2016 jusqu'à présent.

## Palmarès

### En club
| Olympique lyonnais (1)                                                                                 | Lille OSC                                                                   | Olympiakós (1)                          | Qarabağ FK (3)                                                                                    |
| --- | --------------------------------------------------------------------------- | --------------------------------------- | ------------------------------------------------------------------------------------------------- |
| - Ligue 1 : - Vice-champion : 2015 - Trophée des champions (1) : - Vainqueur : 2012 - Finaliste : 2015 | - Ligue 1 : - Vice-champion : 2019 - Coupe de la Ligue : - Finaliste : 2016 | - Super League (1) : - Vainqueur : 2020 | - Premyer Liqası (3) : - Champion : 2023, 2024 et 2025 - Coupe d'Azerbaïdjan : - Finaliste : 2025 |

### Distinctions personnelles
- Lyon (centre de formation)
  - meilleur buteur de l'histoire de l'équipe de Lyon des moins de 17 ans avec 36 buts.

- Équipe de France des moins de 17 ans
  - Soulier de bronze lors de la Coupe du monde des moins de 17 ans en 2011 avec 5 buts.
- Élu meilleur joueur du mois du Dijon FCO en septembre 2021 [33]